# Todd Gloria

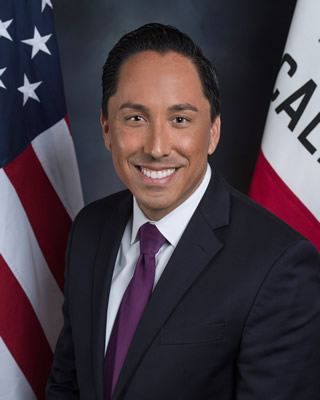
Todd Gloria

Todd Gloria (* 10. Mai 1978 in San Diego) ist ein US-amerikanischer Politiker der Demokratischen Partei.

## Leben
Gloria besuchte die James Madison High School in San Diego. Er studierte Geschichte und Politikwissenschaften an der University of San Diego. Vom 8. Dezember 2008 bis 5. Dezember 2016 war Gloria Mitglied im Stadtrat von San Diego. Vom 5. Dezember 2016 bis 7. Dezember 2020 war Gloria Abgeordneter in der California State Assembly für die Demokratische Partei. Seit 10. Dezember 2020 ist Gloria als Nachfolger von Kevin Faulconer Bürgermeister der Stadt San Diego in Kalifornien.